# Oesber Bach
Der Oesber Bach ist ein gut zwei Kilometer langer, orografisch rechter Zufluss des Wimberbachs im nordrhein-westfälischen Menden. Er markiert auf fast gesamter Länge die Grenze zur Stadt Arnsberg. Er ist ein kleiner Talauebach des Grundgebirges.

## Geographie

### Verlauf
Der Oesber Bach entspringt am Nordwesthang des Hensenberg südwestlich von Voßwinkel und nordöstlich von Oesbern auf einer Höhe von 240 m ü. NHN.
Er fließt zunächst gut einen Kilometer in nördlicher Richtung durch Wald und wird dann von links durch einen zweiten Quellast gespeist. Der vereinigte Bach läuft dann knapp einen Kilometer in nordwestlicher Richtung und mündet schließlich auf 190 m ü. NHN von rechts in den Wimberbach.
Der Bach beendet seinen Weg 50 Höhenmeter unterhalb seiner Quelle, was bei einer Lauflänge von 2,199 km einem mittleren Sohlgefälle von etwa 23 ‰ entspricht.

### Einzugsgebiet
Das 2,282 km² große Einzugsgebiet des Oesber Bachs wird durch ihn über den Wimberbach, die Ruhr und den Rhein zur Nordsee entwässert.
Es grenzt
- im Nordosten und Osten an das Einzugsgebiet des Stakelberger Bachs, der über den Wimberbach in die Ruhr entwässert;
- im Süden an das des Lürbkebachs, der über den Bieberbach und die Hönne ebenfalls in die Ruhr entwässert und
- im Südwesten und Westen an das des Wimberbachs.

Das Einzugsgebiet ist im Osten zum größten Teil bewaldet und im westlichen Bereich überwiegt Ackerland.

## Natur und Umwelt
Der gesamte Bachlauf liegt im Naturschutzgebiet Luerwald und Bieberbach.